# Trichosporonoides oedocephalis
Trichosporonoides oedocephalis är en svampart som beskrevs av Haskins & J.F.T. Spencer 1967. Trichosporonoides oedocephalis ingår i släktet Trichosporonoides, klassen Tremellomycetes, divisionen basidiesvampar och riket svampar.   Inga underarter finns listade i Catalogue of Life.